# 若昂·乌巴尔多·里贝罗

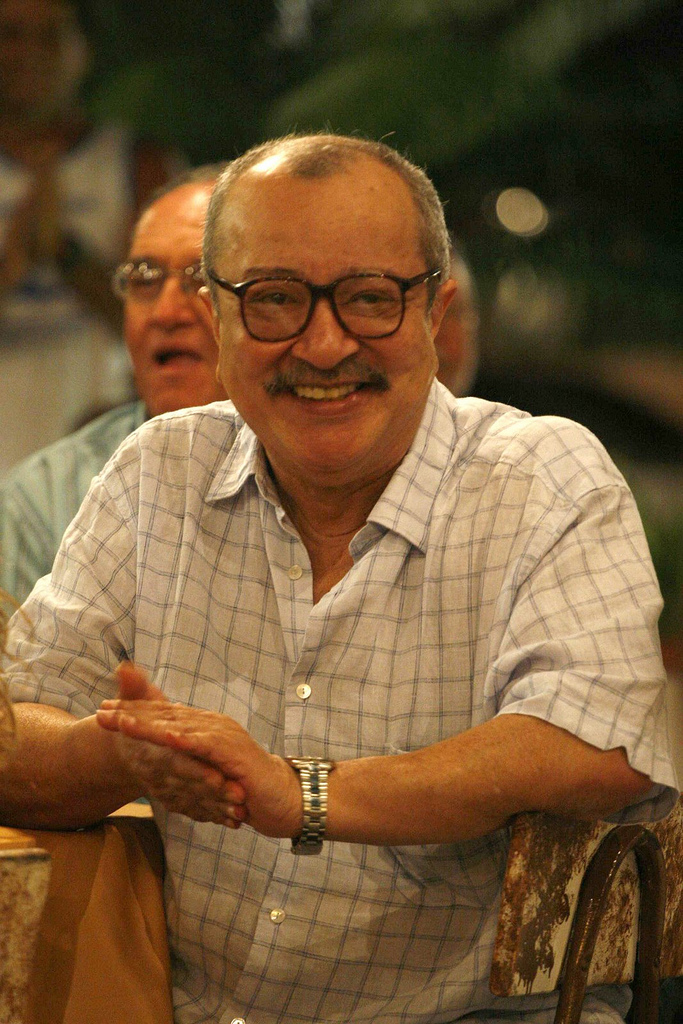
若昂·乌巴尔多·里贝罗

若昂·乌巴尔多·里贝罗（João Ubaldo Ribeiro ，1941年1月23日 - 2014年7月18日）是巴西作家、记者、编剧和教授。他的多部书籍和短篇小说被改编成电影和电视剧。1994年。里贝罗当选巴西文学院院士。 2008年，里贝罗获得卡蒙斯文學獎。  若昂·乌巴尔多·里贝罗晚年罹患肺栓塞。 2014年7月18日，他在位於里约热内卢莱伯伦的家中去世，享年73岁。7月19日，他的遗体被火化。 